# Begues
Begues település Spanyolországban, Barcelona tartományban. Lakosainak száma 7462 fő (2024).

## Földrajza
Begues Sitges, Gavà, Torrelles de Llobregat, Vallirana, Sant Climent de Llobregat, Olivella és Olesa de Bonesvalls községekkel határos.

## Népesség
A település lakosságának változását az alábbi diagram mutatja:
| Lakosok száma | 169  | 1094 | 1041 | 1043 | 1531 | 5284 | 6271 | 6620 | 7098 | 7462 |
|               | 1717 | 1887 | 1936 | 1960 | 1986 | 2004 | 2009 | 2014 | 2019 | 2024 |